# Пятнистая танагра
Пятнистая танагра (лат. Tangara dowii) — вид новонёбных птиц из семейства танагровых. Распространён на западе Панамы и на Коста-Рике. Обитают в субтропических и тропических горных влажных лесах, на высоте 1300—2700 метров над уровнем моря. Длина тела птиц около 12 см, масса — около 20 грамм. Клич: одна нота или серия высоких нот. Птицы живут парами или небольшими группами. Ищут пищу прыгая по веточкам деревьев и собирая с листвы деревьев насекомых и пауков, а также мелкие ягоды растений — Fuchisia, Satyria, Cavendishia и Gaiadendron.